# هیت ۱ایکس تیکو براهه

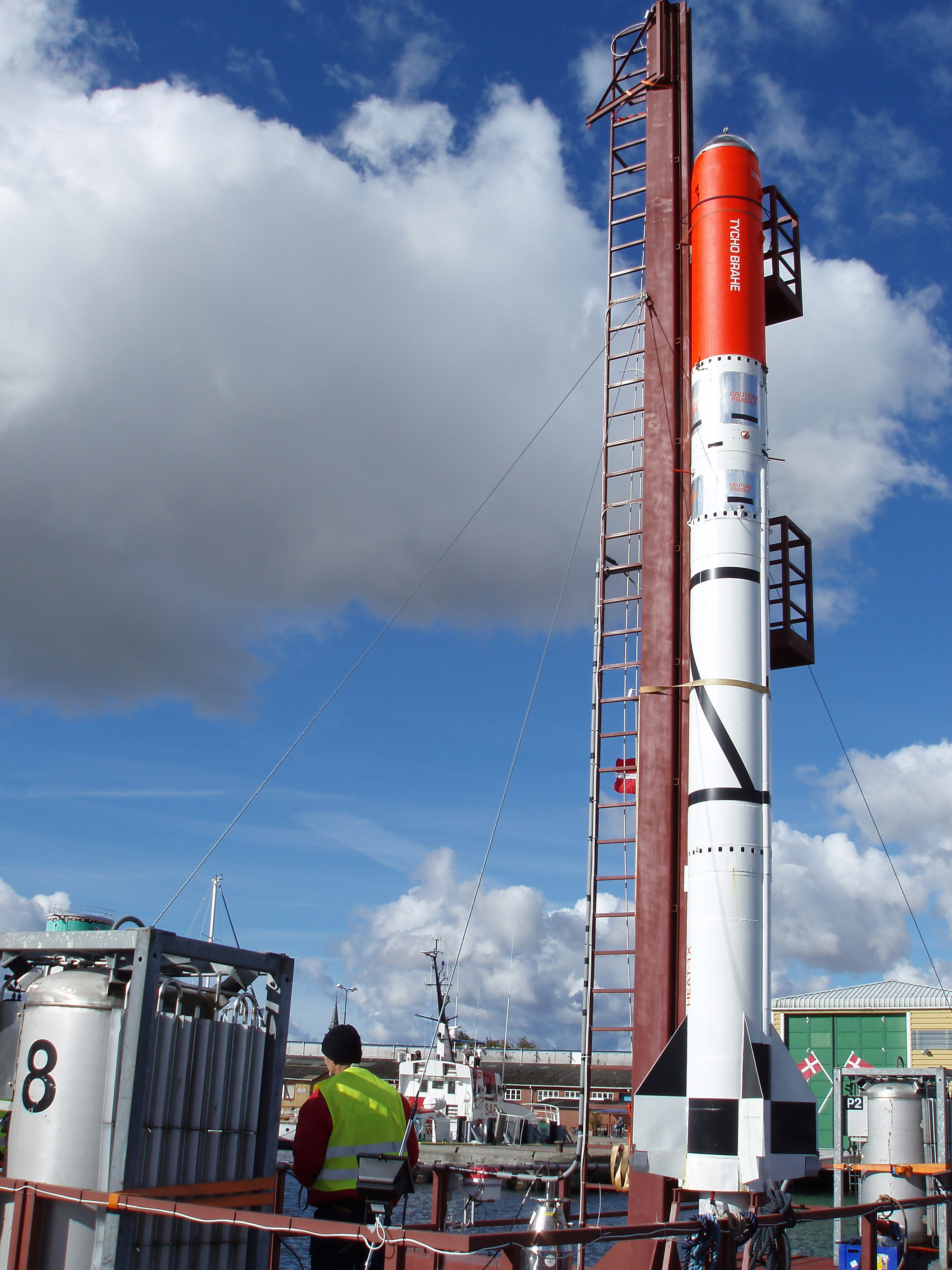
فضاپیمای تیکو براهه (بخش قرمز رنگ) سوار بر موشک فضایی هیت-۱

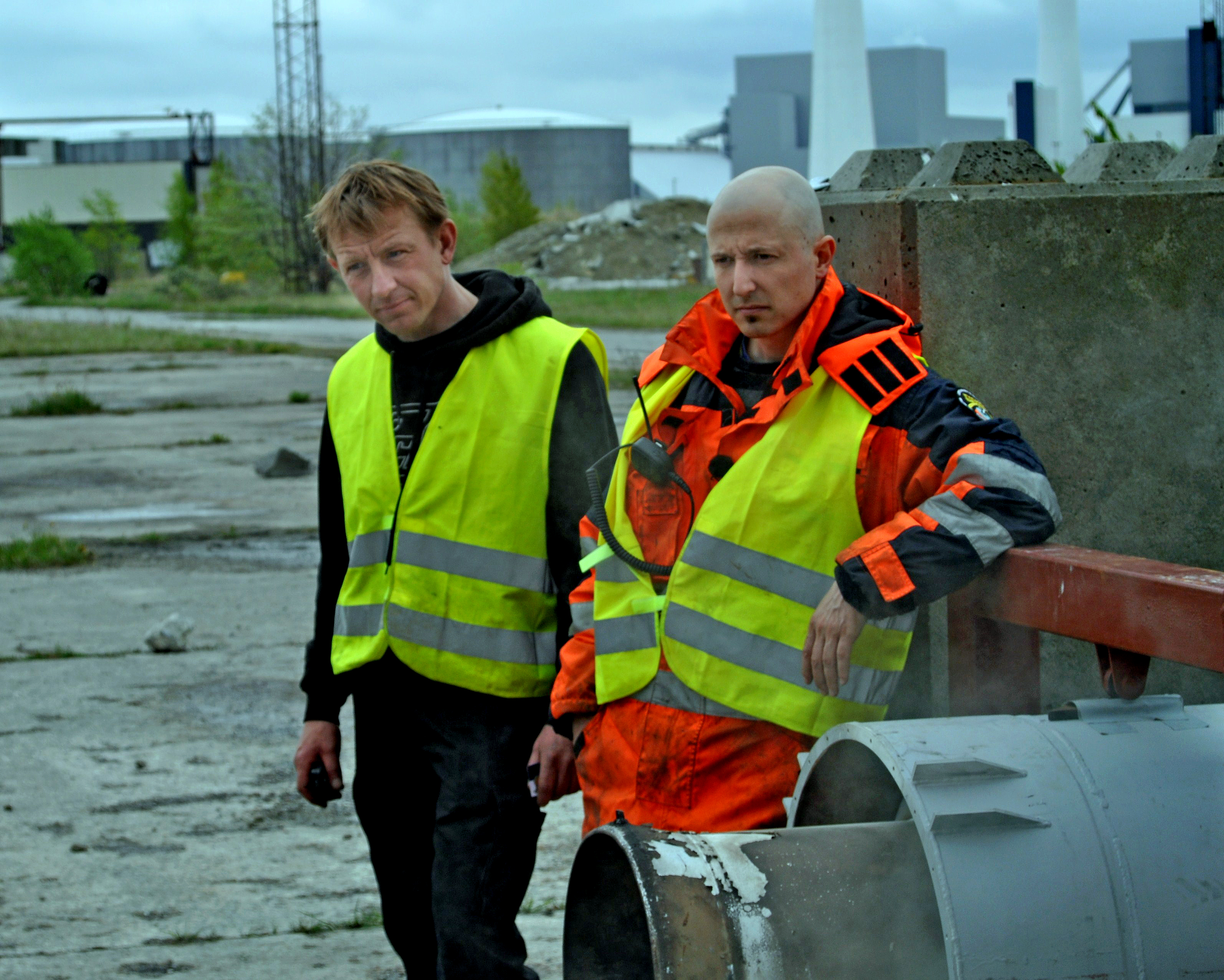
پتر مادسن (سمت چپ) و کریستیان ون بنگت‌سو (سمت راست)

هیت نام نخستین موشک فضایی آماتوری دنیا است که هنوز آزمایش پروازی خود را پشت سر نگذاشته‌است. این پرتابگر فضایی قرار است فضاپیمای سرنشین‌دار تیکو براهه را به فضا حمل نماید. هیت توسط یک گروه از علاقه‌مندان دانمارکی به نام کپنهاک ساب‌اربیتالز ساخته شده‌است. ایده اصلی این کار متعلق به دو دوست دانمارکی به نام‌های پتر مادسن و کریستیان ون بنگت‌سو بوده‌است.
قبل از تلاش این دو دانمارکی سه کشور اتحاد جماهیر شوروی سابق، ایالات متحده آمریکا و چین توانسته بودند فضانوردان خود را با استفاده از موشک‌های فضایی ساخت خود به فضا بفرستند. اما این بار و در رویدادی که در کشور کوچک دانمارک در جریان است، دولتی با بودجه چند میلیاردی پشت یک پروژه ملی اعزام فضانورد به فضا وجود ندارد. اینجا فقط دو ماجراجو با هزینه شخصی و کمک‌های مالی دوستان و خانواده و همچنین شرکت‌های بزرگ دانمارکی دست به تلاش زده‌اند تا برای اولین بار یک فضانورد با راکت دست‌ساخته خود، راهی پرواز زیرمداری گردد.

## ویژگی‌های فنی
موشک هیت-۱ به همراه فضاپیمای کوچک تیکو براهه بر بالای آن مجموعاً ۹ متر طول و ۱٫۶ تن وزن دارد. موتور هیت یک موتور هیبریدی است به این معنی که هیت از سوخت جامد و اکسیدکننده مایع برای تولید پیشران استفاده می‌کند. تلاش ناموفق اول برای پرتاب هیت-۱ در پنجم سپتامبر سال ۲۰۱۰ از سکوی پرتاب شناوری که اسپوتنیک نامیده شده‌است و مشاهده تکان‌های شدید سکو و موشک سوار بر آن در اثر امواج دریا، شبهاتی ایجاد کرده بود که این حرکات ناخواسته می‌تواند باعث خطای مهلکی در نتیجه پرتاب گردد. اما نتایج بررسی داده‌های دریافتی از ژیروسکوپ‌ها و شتاب‌سنج‌های نصب شده در داخل فضاپیمای تیکو براهه نشان می‌دهند که حداکثر انحراف از صفحه پرتاب ایده‌آل همواره در محدوده مجاز قرار داشته‌است.

## تلاش‌ها برای پرتاب
- اولین تلاش برای پرتاب تیکو براهه در پنجم سپتامبر ۲۰۱۰ صورت گرفت. این پرتاب که قرار بود یک فضانورد مدل را سوار بر فضاپیما به ارتفاع حدود ۳۰ کیلومتری حمل نماید به دلیل مشکل باتریهای موشک و یخ زدن شیر خروج اکسیژن ناموفق به اتمام رسید. سیستم جرقه‌زنی به خوبی عمل کرد اما ناتوانی باتریهای خالی شده در بازکردن شیر یخ زده اکسیژن باعث شد تا موتور اصلاً روشن نشود.[۴] سازندگان راکت قصد دارند کل سیستم گرمایشی و ضد یخ شیر خروجی اکسیژن مایع را مجدداً طراحی و بررسی نمایند. در پرتاب قبلی از یک سشوار (مو خشک‌کن برقی) برای گرم نگه داشتن شیر استفاده شده بود. برق مورد نیاز سشوار از زیردریایی که نزدیک سکوی پرتاب قرار داشت تأمین می‌شد. در ۲۰ دقیقه پایانی قبل از پرتاب، زیردریایی از سکو جدا شد و شیر خروج اکسیژن بدون وسیله گرمایشی رها شد.[۵]
- تلاش دوم برای پرتاب موشک هیت و فضاپیمای تیکو براهه سوار بر آن در ۱۳ خرداد ۱۳۹۰ مصادف با سوم ژوئن ۲۰۱۱ انجام پذیرفت. به دلیل مشکلی که در کامپیوتر موشک به وجود آمد، پرتاب اتوماتیک لغو و مجموعه به صورت دستی آتش شد. موشک پرواز خود را به زیبایی آغاز کرد اما نتوانست به ارتفاع از پیش تعین شده دست پیدا کند. سرانجام نیز چترهای نجات فضاپیمای تیکوبراهه به درستی باز نشدند و این فضاپیمای تک سرنشینه به شدت با آب دریا برخورد کرد. سرنشین این پرواز آزمایشی یک آدمک پلاستیکی بود.[۶]